# Zara (cantante)
Zara (nombre completo — Zarifá Pasháevna Mgoyán; nacida el 26 de julio de 1983 en la ciudad de Leningrado, Rusia, antigua URSS) — cantante pop (de variedades), actriz y figura pública de Rusia. Artista emérita de la Federación de Rusia (2016).

## Biografía
Zara (Zarifá Mgoyán) nació en la ciudad de Leningrado en una familia de origen kurdo.
Su padre, Pashá Binbashíevich Mgoyán, Candidato de Ciencias Físico Matemáticas, trabaja en la industria de la ingeniería mecánica. Su madre, Nadí Dzhamálovna Mgoyán, es ama de casa. Zara también tiene una hermana mayor, Liana, y un hermano menor, Román. Tiene dos hijos — Daniil y Maksím.
Estudió en la escuela secundaria n.º 2 de la ciudad de Otrádnoye (Leningrado). En 2000, se graduó en el liceo n.º 56 de San Petersburgo con medalla de plata.
Paralelamente con los estudios en la escuela secundaria de enseñanza general, terminó con honores la clase de piano en la escuela musical infantil.

### Carrera artística
En 1995, Zara, a la edad de doce años, conoció al músico y compositor Oleg Kvasha, con cuya colaboración grabó en 1996 las canciones “El corazón de Julieta”, “Justamente hoy, justamente ahora…” y “Canción de cuna” (“!A dormir!”), las cuales fueron reproducidas por numerosas emisoras de radio, dando fama a la cantante por primera vez.
En 1997, Zara se convirtió en finalista del concurso de televisión “Lucero del alba” (Moscú) con la canción “El corazón de Julieta” y obtuvo el Gran Premio del Festival Internacional “Que rían los niños” (Cairo y Puerto Said, Egipto). En 1998, la cantante obtuvo el Gran Premio del concurso “Esperanzas de Siberia” (Omsk), del concurso abierto de intérpretes de la nueva canción infantil “Día de cumpleaños” y del Concurso internacional de televisión “El éxito del año” (ambos en San Petersburgo). Durante dos años consecutivos Zara logró obtener el diploma de Laureada del primer grado y el Gran Premio en el concurso “Esperanzas de Europa” (Sochi). En 1999, en el Festival “Voces-1999” (Sochi), fue galardonada con el premio de la simpatía del público.
En 2004, se graduó en la Academia de artes escénicas de San Petersburgo. Durante sus años de estudios Zara participó en las obras teatrales “Voces del siglo pasado”, “El Idiota” y “Las golondrinas del cielo” estrenadas en la escena del Teatro Docente de la calle Mojovaya.
En 2006, la cantante fue finalista del teleshow del Canal Uno “Fábrica de estrellas-6” producido por Víktor Dróbysh y, en 2009, llegó a la final del proyecto de televisión “Dos estrellas”, donde su dueto con el artista popular ruso, el actor Dmitriy Pevtsov, ocupó el segundo lugar en el concurso. En 2010, Zara participó en el show sobre hielo “Hielo y Llama” Canal Uno junto al patinador y campeón olímpico Antón Sikharulidze.
En marzo de 2011, participó en el proyecto “Fábrica de estrellas. El regreso”. Desde el año 2015, Zara es miembro permanente del jurado en el concurso televisivo de cantantes “Nueva Estrella” producido por el canal “Zvezda” (Estrella) y respaldado por el Ministerio de Defensa (Rusia).
La cantante tiene nueve álbumes de estudio, una serie de premios nacionales de música de “El Gramófono de Oro” y varios diplomas del festival ruso de televisión “La Canción del Año”.
Zara, como actriz, es conocida por sus interpretaciones en las telenovelas “Las calles de los faroles rotos” (2001), “Agente de operaciones especiales a lo ruso II” (2004), “Favorsky” (2005) y las películas “Pushkin. El último duelo” (2006), “Arenas blancas” (2011) y otras.
El 24 de noviembre de 2016, en el Palacio Estatal del Kremlin (Moscú), Zara dio un exitoso concierto en el 20.º aniversario de su carrera artística. El programa del concierto conmemorativo de la cantante incluía obras populares de diferentes géneros musicales: canciones de los tiempos de guerra, romanzas clásicas, canciones populares, grandes éxitos internacionales y rusos, música tradicional y otras. En el show también participaron Nikolay Báskov, Stas Mikháylov, Dmitriy Pevtsov, Víktor Dróbysh y el tenor italiano Andrea Bocelli, con quien la cantante interpretó el dueto “La Grande Storia”. Con motivo del concierto de la cantante fue lanzado un nuevo álbum, “Milímetros”.

### Actividades culturales y sociales
Anualmente, Zara participa en el Festival Internacional de Artes “El Bazar Eslavo” en Vítebsk. En 2014, fue galardonada con el Premio del Estado de la Unión (entidad política) “Por la encarnación artística del concepto de amistad entre los pueblos de Bielorrusia y Rusia”.
A finales del mes de diciembre de 2015, la cantante voló a Latakia (República Árabe Siria) para ofrecer un recital en la base aeronáutica rusa “Hmeimim” en apoyo a los militares rusos que combaten contra el grupo terrorista Estado Islámico prohibido en Rusia, y generar entusiasmo entre el grupo de aviación de la Fuerza Aérea de Rusia. El 28 de febrero de 2016, volvió a Siria y ofreció otro concierto a los militares rusos en la base aeronáutica “Hmeimim”. El 25 de marzo de 2016, Zara fue galardonada con la medalla “Al Participante en la operación militar en Siria” por su apoyo en la solución de las tareas encomendadas a las Fuerzas Armadas de Rusia durante la operación militar en la República Árabe Siria.
El 5 de diciembre de 2016, la Organización de las Naciones Unidas para la Educación, la Ciencia y la Cultura premió a Zara con el título honorífico “Artista de la UNESCO en aras de la Paz” por su fidelidad a los valores e ideales de la organización, la formación y el fortalecimiento del concepto de la paz y la comprensión mutua entre los pueblos. La ceremonia de entrega de título se celebró en la sede parisina de la ONU.

### Obras benéficas
Zara es miembro de la Junta de Síndicos de la Fundación benéfica “Paso hacia adelante” (San Petersburgo) que ayuda a ciudadanos (niños y adultos) que se encuentran en situaciones difíciles de la vida real, así como a niños que sufren de enfermedades oncológicas y parálisis cerebral.
Además, Zara está involucrada en numerosos proyectos de caridad realizados a través la Fundación benéfica de ayuda a niños ciegos y con deficiencias visuales “Respondiendo al llamado del corazón”, creada por la cantante y filántropa Diana Gurtskaya. Desde el año 2010, la cantante participa en el Festival internacional benéfico anual “El Bastón Blanco”, organizado para prestar ayuda a niños y adultos con discapacidad visual.
El 22 de enero de 2017, Zara fue la invitada especial a la ceremonia de entrega de premios a los ganadores del X Festival de artes aplicadas para niños discapacitados “Estamos juntos”. El evento fue organizado por el Departamento de cultura de la ciudad de Moscú y el Fondo de desarrollo de iniciativas sociales y culturales “Cinematógrafo”. La cantante no solo abrió el acto solemne con la canción “La Fe” y pronunció un discurso, sino que además participó en el taller educativo.

## Méritos

### Órdenes, condecoraciones y medallas de la Federación Rusa
- 2016 — título honorífico “Artista emérita de la Federación de Rusia” por sus grandes méritos en el desarrollo de la cultura y el arte nacional, y por su actividad fructífera de muchos años.[5]

### Condecoraciones delMinisterio del Interior (Rusia)
- 2011 — medalla “65 años de servicio jurídico del Ministerio del Interior de Rusia”.

### Condecoraciones delMinisterio de Defensa (Rusia)
- 2016 — medalla “Al Participante en la operación militar en Siria” del Ministerio de Defensa (Rusia) (Orden del Ministro de Defensa de Rusia, Serguéi Shoigú, n.º 69 del 8 de febrero de 2016) — por el apoyo en la solución de las tareas encomendadas a las Fuerzas Armadas de Rusia durante la operación militar en la República Árabe Siria.

### Condecoraciones delServicio Federal de Seguridadde Rusia
- 2009 — premio del Servicio Federal de Seguridad de Rusia en el campo de las artes en la nominación “Artes musicales” (tercer premio) — por la interpretación de la canción “Es solo la guerra…”.

### Condecoraciones y premios públicos de Rusia
- 2004 — laureada con el premio musical ruso “Gramófono de Oro” — por la canción “El color de la noche”.
- 2005 — laureada con el premio musical ruso “Gramófono de Oro” — por la canción “La Nevasca”.
- 2007 — laureada con el premio musical ruso “Gramófono de Oro” — por la canción “Un amor bello”.
- 2009 — laureada con el premio musical ruso “Gramófono de Oro” — por la canción “Para ella”.
- 2010 — laureada con el premio musical ruso “Gramófono de Oro” — por la canción “No hay amor perdido”.
- 2011 — laureada con el premio musical ruso “Gramófono de Oro” — por la canción “Amelie”.
- 2012 — laureada con el premio musical ruso “Gramófono de Oro” — por la canción “Amor para repetir” (en dueto con Aleksandr Rozenbaum).
- 2013 — laureada del Festival de televisión ruso “La canción del año” — por la canción “La Bella Durmiente” (en dueto con Stas Mikhaylov).
- 2014 — laureada del Festival de televisión ruso “La canción del año” — por la canción “La Felicidad sobre la Tierra”.
- 2015 — laureada con el premio musical conmemorativo de Rusia “Gramófono de Oro” — por la canción “Amor para repetir”.
- 2015 — laureada del Festival de televisión ruso “La canción del año” — por la canción “Este año de amor”.
- 2016 — laureada con el premio musical ruso “Gramófono de Oro” — por la canción “Lenigrado”.
- 2016 — laureada del Festival de televisión ruso “La canción del año” — por la canción “Leningrado”.
- 2017 — laureada con el premio “Las de mejor estilo en Rusia” según la versión de la revista “HELLO!” en la nominación “Obra clásica”.
- 2017 — laureada con el VII premio musical ruso del canal de televisión “RU.TV” en la nominación “El mejor clip filmado en el extranjero” (“Video en el camino”) — por el clip de la canción “Milímetros” filmado en los Emiratos Árabes Unidos y Ucrania.
- 2017 — laureada con el XV premio nacional conmemorativo en la industria de la música pop del canal de televisión “Muz-TV” en la nominación especial “El mejor dueto internacional” — por el dueto de la cantante con el tenor italiano Andrea Bocelli.

### Títulos públicos, condecoraciones y premios internacionales
- 2014 — laureada con el premio del Estado de la Unión (entidad política) de Rusia y Bielorrusia en la campo de la literatura y las artes — “por la personalización artística del concepto de amistad entre los pueblos de Bielorrusia y Rusia”.
- 2016 — título honorífico “Artista de la UNESCO en aras de la Paz” de la Organización de las Naciones Unidas para la Educación, la Ciencia y la Cultura — “por su fidelidad a los valores e ideales de la organización, la formación y el fortalecimiento del concepto de la paz y la comprensión mutua entre los pueblos”.